# Georg Christian Knapp

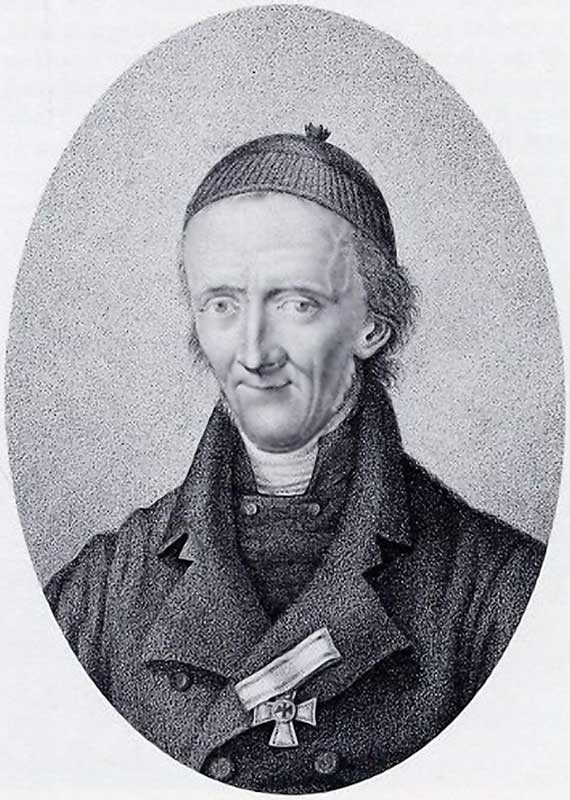
Georg Christian Knapp

Georg Christian Knapp (* 17. September 1753 in Glaucha; † 14. Oktober 1825 in Halle) war ein evangelischer Theologe.

## Leben und Wirken
Der Sohn des Direktors des Hallenser Waisenhauses Johann Georg Knapp hatte die erste Ausbildung von seinem Vater erhalten. Am königlichen Pädagogium in Halle hatte er unter der Leitung von Johann August Niemeyer weiter Fortschritte gemacht und besuchte die Lateinschule des Waisenhauses. 1770 begann er ein Studium an der Universität Halle. Seinem Vater nacheifernd, hatte er sich einem Studium der Theologie gewidmet. Er besuchte die Vorlesungen von Johann Salomo Semler, Johann August Nösselt, Johann Ludwig Schulze, Gottlieb Anastasius Freylinghausen und Johann Friedrich Gruner. Daneben betrieb er philosophische und philologische Studien, wobei er sich besonders der griechischen Sprache und den römischen Klassikern widmete. Bald wurde er Lehrer an der Lateinschule des Waisenhauses.
So hatte er sich die finanziellen Mittel erworben eine Studienreise zu absolvieren. 1774 begab er sich an die Universität Göttingen, wo er die Vorlesungen von Christian Wilhelm Franz Walch, Gotthelf Traugott Zachariä (1729–1777), Johann Peter Miller (1725–1789) und Johann David Michaelis besuchte. Ein halbes Jahr später besuchte er noch andere Städte und kehrte nach Halle zurück. In Halle erwarb er sich mit der Dissertation De versione Alexandrina in emendana lectione exempli hebraici caute abhibenda 1775 den akademischen Grad eines Magisters der Philosophie, hielt danach exegetische Vorlesungen über einige Bücher des Cicero, wurde 1777 außerordentlicher Professor der Theologie, avancierte 1780 zum Lizentiaten der Theologie und wurde 1782 ordentlicher Professor der Theologie in Halle.
1784 promovierte er zum Doktor der Theologie, war 1785 Mitdirektor der Franckeschen Stiftungen wurde nach dem Tod von Nösselt Ephorus der königlichen Freitische und erlebte ab Oktober 1806 die Besatzung der französischen Truppen. Damals wurde die Universität Halle aufgehoben, welche Zeit er bis zur Wiederherstellung 1813 miterlebte. Nachdem er die Hallenser Hochschule wieder mit aufgebaut hatte, wurde er 1816 Konsistorialrat im königlich preußischen Konsistorium der Provinz Sachsen. 1816 wurde er Präsident der in Halle gestifteten Bibelgesellschaft, war 1820 Senior der theologischen Fakultät und erhielt von Friedrich Wilhelm III. von Preußen 1825 den roten Adlerorden zweiter Klasse mit Eichenlaub.
Mehrere gelehrte Gesellschaften wie in 1800 die Royal Society in London und die Königlich Schwedische Akademie der Wissenschaften in Stockholm hatten ihn als Mitglied aufgenommen. Zudem beteiligte er sich auch an organisatorischen Aufgaben der Hallenser Hochschule und war 1792/93 Prorektor der Alama Mater. Als letzter Vertreter des Hallischen Pietismus, war er ein Proponent des biblischen Supranaturalismus. Daher trat er nie sonderlich ausdrücklich in Erscheinung. Er unterhielt Beziehungen zur Herrnhuter Brüdergemeine und beteiligte sich an der Ostindischen Heidenmission, indem er die „Missionsnachrichten“ herausgab.
Georg Christian Knapp wurde auf dem halleschen Stadtgottesacker bestattet. Sein Grab befindet sich im Gruftbogen 60.
Knapp verheiratete sich mit Sophie Karoline Henriette Weinschenck (* 29. August 1763 in Magdeburg; † 5. Oktober 1817 in Halle (Saale)), der Tochter des Magdeburger Kriegs- und Domänenrats Johann Christian Weinschenck und dessen Frau Maria Sophia Steinhauer. Aus der Ehe stammt der Sohn Karl Christian Wilhelm Knapp (* 27. Februar 1786 in Halle (Saale), † 29. August 1850 ebd.), welcher königlich preußischer Landgerichtsrat wurde. Zudem eine Tochter Sophie Carolina Knapp (* 9. Dezember 1802 in Halle (Saale); † 30. Juli 1829 ebd.), welche am 7. November 1823 den Professor der Theologie Johann Karl Thilo heiratete.

## Werke (Auswahl)
- Die Psalmen. Uebersetzt und mit Anmerkungen. Halle, 1778, 1782, 1789
- als Hrsg.: Novum Testamentum graece. Halle 1797
- Scripta varii argument; maximam partem exegetici atque historici. 2 Bde. Halle 1805
- Vorlesungen über die christliche Glaubenslehre. Hg. von Carl Thilo. 2 Bde. Halle 1827